# زيزفورة لبدية
زيزفورة لبدية (الاسم العلمي:Ziziphora tomentosa) هي نوع من النباتات يتبع جنس الزيزفورة من الفصيلة الشفوية.